# 140P/Bowell-Skiff
140P/Bowell-Skiff – kometa krótkookresowa, należąca do rodziny Jowisza.

## Odkrycie
Kometę tę odkrył Edward Bowell na płytach fotograficznych wykonanych przez Briana Skiffa 11 lutego 1983 roku w obserwatorium Lowell Observatory (Anderson Mesa Station) w Arizonie. 15 lutego potwierdzili oni odkrycie komety. Kometa nosi nazwę pochodzącą od odkrywców.

## Orbita komety i właściwości fizyczne
Orbita komety 140P/Bowell-Skiff ma kształt elipsy o mimośrodzie 0,69. Jej peryhelium znajduje się w odległości 1,97 j.a., aphelium zaś 10,82 j.a. od Słońca. Jej okres obiegu wokół Słońca wynosi 16,18 roku, nachylenie do ekliptyki to wartość 3,84˚.
Średnica jądra tej komety to kilka km.